# El año pasado por agua
El año pasado por agua es una revista en un acto y cuatro cuadros, con música de Federico Chueca y Joaquín Valverde, sobre libreto de Ricardo de la Vega. Se estrenó el 1 de marzo de 1889 en el Teatro Apolo de Madrid

## Historia
El año 1888 había sido tan lluvioso en Madrid que dio lugar a esta "revista", chispeante continuación de la exitosa revista La Gran Vía. Muchos chistes se refieren a la dejadez de las autoridades municipales y aún tienen su gracia, otros se encuentran ya desfasados; esta obra sobrevive gracias a la partitura de Chueca, con su repertorio de bailes, tanto regionales como internacionales. Destaca la conocida "mazurka de los paraguas". 

## Personajes
| Personaje                            | Tesitura     | Reparto del estreno, 1 de marzo de 1889 |
| ------------------------------------ | ------------ | --------------------------------------- |
| El año 1889                          |              | Sr. Montijano                           |
| Mariano, guardia municipal           |              | Sr. Mesejo                              |
| Neptuno, rey de los mares            | tenor cómico | Sr. Ogladi                              |
| Julio Ruiz, el actor, no «el actriz» | tenor cómico | Julio Ruiz                              |
| Lavandera y señora de Huelva         |              | Pilar Vidal                             |
| Una modista                          | soprano      | Leocadia Alba                           |
| La Menegilda                         | soprano      | Leocadia Alba                           |
| Manolo, galán enamorado              | tenor cómico | Sr. González                            |

## Argumento
Cuadro 1
Hay una breve Introducción orquestal. Cuando se alza el telón, se ve una calle de Madrid. Está lloviendo. Los madrileños cantan el C. "Que llueva, que llueva", basado en la conocida canción infantil.
Entra en escena Julio Ruiz, un famoso actor cantante, representándose a sí mismo. Está persiguiendo a una modistilla, a la que convence para compartir paraguas e irse a comer juntos, y lo que venga después (D. "Hágame usté el favor de oirme dos palabras". Es la famosa "mazurca de los paraguas", que pronto se hizo la pieza más popular de la revista.
Un actor entra, representado el Año Nuevo de 1889 y habla con Mariano, un guardia municipal. Hablan de lo lluvioso que fue el año anterior, y Mariano dice que 1888 fue verdaderamente "El año pasado por agua". 
Cuadro 2
En un barrio inundado, la gente está sacando agua de las casas. Cuando ven al nuevo año 1889 lo saludan alegres, pues confían en que será un año más seco que el anterior y que las autoridades municipales lo manejen mejor. Aparece Neptuno, la conocida escultura madrileña, en un carro impresionante. Ha escapado de su fuente y va vestido a la moda, con un frac. Canta su conocido vals "De los mares rey me llaman", en el que alaba su nueva libertad en las calles inundadas de Madrid. El público le dice que hay ciertos pescados peligrosos en Madrid que asustarían incluso al rey de los mares.
Neptuno, Mariano y el año 1889 se reúnen. Epieza una conversación con referencias satíricas a la actualidad sátira social y política. Al final, Neptuno acepta resolver los problemas de la ciudadanía en un baile que dará esa noche para los ministros de la Corona. Llega un grupo desde la plaza de toros y canta un alegre pasacalle alabando los distintos barrios de la ciudad (C.: "¡Aquí viene la flor de Maravillas!"). Aparecen el Madrileño y La Menegilda, personajes que proceden de La Gran Vía. En la sensual habanera "Oiga usté, caballero" La Menegilda cuenta cómo los barrios de la ciudad la han ayudado en su dudosa carrera, que ha culminado como amante de un pálido y rico inglés.  
Aparece una góndola, llevando al tenor y la tiple de La bruja de Ruperto Chapí. Cuando se quitan la ropa, aparecen como representaciones alegóricas de un Inmigrante y la República. Parodiando la mencionada zarzuela, la pareja lamenta haberse tenido que ir.
Aparecen los guardias y el inquisidor; se canta el zorcico: "¡Ay, niña de mis ojos!". El Inquisidor se lamenta de la amenaza que la Emigración supone para la república. Exhorta a los guardias a coger y meter en la cárcel al felón en un chotis lúgubre: "¡Ay de mi! Qué cruel situación!". Al final, el Emigrante y la República se van flotando en su góndola, para desesperación del clérigo y la policía.
Cuadro 3 y 4
Un trío de guardias municipales en el Liceo Ríus se lamentan de su trabajo en la polka "¡Traemos los cuerpos trunzaus!". Después, un chulo y una chula madrileños enamorados hablan de la pobreza en la ciudad. Y en la escena final, aparece un friso decorativo ensalzando la exitosa Exposición Universal de Barcelona de 1888, y el saludo de todos a Neptuno y al Año Nuevo 1889.

## Números musicales
- Acto único

- - Preludio y Coro: "¡Que llueva, que llueva!"

- - Dúo de Julio Ruiz y la modistilla - Mazurca de los paraguas: "Hagame uste el favor de oirme dos palabras"

- - Vals de Neptuno: "De los mares, rey me llaman"

- - Coro y Pasacalle: "Aquí viene la flor de Maravillas"

- - Habanera de la Menegilda: "Oiga usté caballero"

- - Parodia de La Bruja - Zortzico: "Ay nena de mi alma"

- - Chotis: "Vaya un laberinto virgen santa de la O"

- - Vals (Orquesta)

- - Coro de los policías: "Traemos los cuerpos truzaus"

- - Baile en el Liceo Rius - polka: "Te estuve esperando en la sastreria"

- - Apoteosis y Final: "De las luces soy, la que tiene más chic"